# Gama Velidi
Gama Velidi so meteorji iz vsakoletnega šibkega meteorskega roja.

Radiant Gama Velidov v ozvezdju Jadro (Vel) (Vela). Gama Velidi se pojavljajo od 1. januarja do 17. januar, svoj vrhunec pa dosežejo v dnevih okoli 5. januarja.

## Zgodovina[3]
Prvi je določil radiant Gama Velidov leta 1938 C. Hoffmeister. Roj so pričeli redno opazovati šele v tetih 1978 in 1979 v Avstraliji (člani Western Australia Meteor Section ali WAMS). Na osnovi 27 utrinkov so zaključili, da je povprečna magnituda 2,89. Po barvi pa so razdelili utrinke takole: 10 % oranžnih, 10% rumenih, 20% modrih in 60% belih.

## Opazovanje
Roj je zelo šibek. Opazi se le nekaj utrinkov na uro.